# Latometus differens
Latometus differens es una especie de coleóptero de la familia Zopheridae.

## Distribución geográfica
Habita en Tasmania (Australia).